# Brachyctenistis
Brachyctenistis is een geslacht van vlinders van de familie spanners (Geometridae), uit de onderfamilie Ennominae.

## Soorten
- B. incongruata Warren, 1900
- B. planilineata Dognin, 1913
- B. serricornis Dognin, 1913